# Халтурин, Кирилл Дмитриевич
Кирилл Дмитриевич Халтурин (1905—1981) — российский архитектор-реставратор, известный проектами восстановления Кадетского корпуса, Троицкого собора Александро-Невской лавры, кронверка Петропавловской крепости, выставочного корпуса Русского музея.

## Биография
Халтурин родился в 1905 году в Санкт-Петербурге. Будущий архитектор жил в районе Соляного городка и учился в гимназии напротив академии им. Штиглица. Однако в связи с необходимостью материально помогать семье ему пришлось на время оставить учение. Он работал столяром, копировщиком, чертёжником, потом вместе с партиями изыскателей участвовал в геодезических съёмках на реках Рузе, Амударьс и Сырдарье. В 1929 году Халтурин окончил Ленинградский институт гражданских инженеров.
После окончания учёбы, архитектор вёл разнообразную проектную деятельность как архитектор Ленинградского военного округа. По его чертежам строились жилые дома, клубы. До наших дней дошли типичные для архитектуры 1920—1930-х годов жилые корпуса на Каменном острове (Каменноостровский пр., 79—81), улице Мира, и дом на Боткинской улице. В 30-е годы архитектор построил 4 параллельных корпуса жилкомбината работников водопроводной станции в стиле конструктивизма на Шпалерной улице (здания были снесены в 2003 году при строительстве жилого комплекса на Шпалерной ул., д. 60).

### Реконструкция Кадетского корпуса
В 1935—1937 годах Халтурин занимался внесением нового композиционного акцента в решение фасадов здания бывшего Кадетского корпуса, примыкающего к Меншиковскому дворцу и оформляющего правую сторону Съездовской линии Васильевского острова. Зодчему предстояло найти такое решение, при котором введение новых архитектурных и декоративных элементов не повлекло бы за собой утраты художественного духа памятника. Оформляя новый вход со Съездовской линии, Халтурин использовал стилистически однородные элементы, уже существовавшие в отделке фасадов. Однако они не были просто перенесены из прошлого в настоящее, они намеренно были трансформированы для придания большей выразительности, акцентировки новой композиции. Речь идёт об использовании четырёх пар мощных сдвоенных колонн, дополненных раскреповками антаблемента и рустованными постаментами. В итоге появившийся монументальный портик главного входа оказался очень удачно связанным с основным декором фасада, а кроме того, внёс динамичность, дополнительный акцент в ритмику корпуса большой протяжённости. Своим масштабом, пластикой, соотношением частей новый вход в здание с художественной достоверностью слился с существующей постройкой.
Те же качества органичной вписанности в памятник присущи новому декору вестибюля и большого зала. В решении интерьеров Халтурин также опирался на мотивы, почерпнутые в зодчестве прошлого. Применённые им сдвоенные лопатки классического характера, рельефный фриз, скомпонованный из знамён и воинских доспехов, барельефы Ф. П. Толстого, посвящённые Отечественной войне 1812 года, — всё это соответствовало раннеклассическому стилю здания и назначению зала как парадного помещения училища.

### Монумент на станции Поповка
В 1940 году по проекту Халтурина на станции Поповка был установлен монумент в честь красноармейцев, погибших от войск Юденича. Опираясь на классические традиции, архитектор избрал для памятника четырёхгранный обелиск со срезанным верхом, поставленный на куб со стёсанными углами. На лицевой стороне обелиска — рельефно выполненная звезда и дата — 1919 год.

### Оформление интерьеров Военно-морской академии
Последние крупные работы предвоенных лет связаны с декоративным оформлением интерьеров Военно-морской академии. Их К. Д. Халтурин осуществлял совместно с архитекторами А. И. Васильевым и В. М. Савковым.

### Проекты во время Великой Отечественной войны
В 1941—1942 годах Халтурин разрабатывал проекты памятников и монументов, вложив свою долю труда в оборону родного города, сбережение его художественных сокровищ.
В середине 1942 года архитектора вывезли в Уфу, где он стал заниматься проектами гидростанций в институте, который возглавлял выдающийся инженер С. Я. Жук. В одной из своих мемуарных записей Кирилл Дмитриевич отмечал, что он работал непрерывно, пока не засыпал. За полтора года всего с одним помощником-техником ему удалось выполнить десять архитектурных проектов ГЭС, причём для каждого делался перспективный рисунок. Художественные и строительные достоинства проектов Халтурина были отмечены С. Я. Жуком, который перевёл его в Москву, назначив главным архитектором Гидропроекта.
Зимой 1945 года Халтурин помогал приехавшему в Москву начальнику Инспекции по охране памятников Ленинграда Н. Н. Белехову разрабатывать положение и структуру реставрационных мастерских, а затем определила и окончательное решение — вернуться в Ленинград, чтобы принять личное участие в возрождении памятников архитектуры, разрушенных в войну.

### Реконструкция здания Кронверка Петропавловской крепости
До 1946 года интерьеры здания Кронверка Петропавловской крепости не были специально приспособлены для музейной экспозиции и хранения фондов. Эту задачу решила группа архитекторов — К. Д. Халтурин, И. Н. Бенуа, Д. И. Сметанников. Не нарушая композиции огромных залов и коридоров, декор которых отмечен чертами «готичности», К. Д. Халтурин и его коллеги не только произвели необходимую реконструкцию, но и создали стильное оформление аппарельной лестницы с прекрасно найденным рисунком перил и решёток люкарн. По их проекту были выполнены люстры, удачно украсившие и подчеркнувшие протяжённость галереи, прорезанной высокими стрельчатыми арками.
Так же как и при реставрации Кадетского корпуса, Халтурин очень точно и на высоком художественном уровне решил противоречие между исторической стилистикой здания и его современной функциональной ролью. Эта работа позволила не только восполнить утраты, полученные зданием в годы войны, но и завершить процесс формирования объёмно-пространственной композиции одного из крупнейших музеев страны.

### Реконструкция корпуса Бенуа
Халтурин участвовал в реставрации корпуса Бенуа совместно с архитекторами Ириной Бенуа и Михаилом Плотниковым.
Кирилл Дмитриевич также участвовал в реставрации, связанной с созданием отделки западного (выставочного) корпуса Русского музея, пострадавшего в ноябре 1941 года от попадания двух фугасных бомб. В 1947—1949 годах под руководством К. Д. Халтурина последствия бомбёжки были ликвидированы, структура кладки и декора фасадов полностью восстановлена. А в 1958—1963 годах К. Д. Халтурин, И. Н. Бенуа и М. М. Плотников разработали и воплотили в жизнь проект декора музейных интерьеров. Колонны оделись искусственным мрамором, в отделке была выявлена необходимая взаимосвязь между всеми помещениями западного корпуса, а сам он оказался связанным переходом с основным зданием музейного комплекса — Михайловским дворцом. В оформлении западного корпуса были использованы элементы архитектуры, которыми в своё время пользовался К. И. Росси. Это позволило усилить стилистическое единство с выдающимся произведением русской классики.

### Работа в реставрационных мастерских
Большую творческую работу Халтурин до 1948 года совмещал с должностью главного архитектора Ленинградских Архитектурно-реставрационных мастерских (ЛАРМ). За сравнительно короткое время он сумел вместе с Л. М. Аноликом и Н. Н. Белеховым создать организационную и производственную структуру этого подразделения, из которого впоследствии выросло СНПО «Реставратор».

### Реконструкция Троицкого собора Александро-Невской лавры
В 1957 году по поручению Государственной инспекции по охране памятников Ленинграда Халтурин осмотрел Троицкий собор Александро-Невской лавры, вновь переданный в «бесплатное пользование» верующим. После закрытия в конце 1933 года собор не ремонтировался, был повреждён во время войны и к середине 1950-х годов пришёл в плачевное состояние.
В течение трёх лет над восстановлением трудился возглавляемый Халтуриным коллектив специалистов. Самым сложным этапом была реставрация статуй, расположенных над карнизом среднего нефа и трансептов. Из двадцати скульптур, выполненных Шубиным, только две не были повреждены, остальные находились в состоянии сильнейшего разрушения. Требовалось высочайшее мастерство, чтобы их воссоздать. Для консультации по восстановлению утраченной скульптуры был привлечён известный ваятель профессор И. В. Крестовский. К. Д. Халтурин вместе с бригадой скульпторов нашёл метод укрепления сохранившихся частей, компонуя вновь формируемые элементы между сохранившимися. Эта работа велась намазным способом прямо на месте. Реставрацию живописи консультировала прекрасный знаток технологии Н. К. Маковская. Росписи восстанавливались на основе обнаруженного «авторского слоя», исполненного по рисунку архитектора Дж. Кваренги в 1806 году.

### Реконструкция интерьеров Главного штаба
Таким Халтурин участвовал в воссоздании интерьеров Главного штаба.

### Реконструкция дома на Мойке, 12
Вместе с сотрудниками Пушкинского музея зодчий в течение 1972—1977 годов расшифровал «архитектурную биографию» здания на Мойке, 12, где находилась последняя квартира А. С. Пушкина. Он выполнил рисунки, позволившие представить изменения внешнего облика на протяжении более двух столетий, и создал эскизный проект квартиры великого русского поэта в том виде, в котором она была в 1837 году.

### Прочие проекты
Кроме реставрационных проектов Халтурин также изучал тему крупноблочного строительства на Севере, в условиях вечной мерзлоты, которую он разрабатывал, трудясь в Ленинградском филиале Академии архитектуры СССР. За короткое время архитектор побывал в Воркуте, Кировске, Мончегорске, Якутске, где ставил опыты и проводил необходимые исследования. Халтуриным были выработаны научные рекомендации, способствовавшие прогрессу в практике возведения сооружений в условиях вечной мерзлоты. Его изыскания были оценены научной общественностью и нашли частичное отражение в сборнике «Крупноблочное строительство Ленинграда».
В 1946 году совместно с архитектором А. С. Титовым, он выполнил проект экскурсионного прогулочного катера, который был построен и плавал по рекам и каналам Ленинграда.
В 1949 - 1950 гг. вместе с А.Э. Гессеном и Е.В. Казанской был выполнен проект реставрации фасадов Большого Меншиковского дворца в Ораниенбауме.
Кроме того Халтурин был художником и делал многочисленные наброски и зарисовки, а также писал любительскую прозу.